# Municipio de Chester (Nebraska)
El municipio de Chester (en inglés: Chester Township) es un municipio ubicado en el condado de Saunders en el estado estadounidense de Nebraska. En el año 2010 tenía una población de 412 habitantes y una densidad poblacional de 5,32 personas por km².

## Geografía
El municipio de Chester se encuentra ubicado en las coordenadas 41°20′47″N 96°50′58″O / 41.34639, -96.84944. Según la Oficina del Censo de los Estados Unidos, el municipio tiene una superficie total de 77.41 km², de la cual 76,83 km² corresponden a tierra firme y (0,75 %) 0,58 km² es agua.

## Demografía
Según el censo de 2010, había 412 personas residiendo en el municipio de Chester. La densidad de población era de 5,32 hab./km². De los 412 habitantes, el municipio de Chester estaba compuesto por el 98,06 % blancos, el 1,21 % eran amerindios y el 0,73 % eran de una mezcla de razas. Del total de la población el 0,97 % eran hispanos o latinos de cualquier raza.